# Jerry Martin (Skispringer)
Jerry Kenneth Martin (* 18. August 1950 in Minneapolis, Minnesota) ist ein ehemaliger US-amerikanischer Skispringer.

## Werdegang
Martin, dessen älterer Bruder Jay ebenfalls Skispringer war, begann im Alter von fünf Jahren unter Anleitung seines Vaters Ken mit dem Skispringen. Im Alter von sieben Jahren sprang er erstmals von einer 30-Meter-Schanze. Er begann mit dem Training bei Ed Brisson. 1965 im Alter von 14 Jahren wurde er in Bend US-Junioren-Meister. Er war damit der bis dahin jüngste Springer der diesen Titel erreichte. Bereits mit 12 sprang er erstmals über 70 Meter weit, mit 15 setzte er seinen Sprung über die Marke von 90 Metern. Im Alter von 17 Jahren wurde er in das Nationalteam aufgenommen.
Seine internationale Karriere begann er mit dem Start bei der Vierschanzentournee 1967/68. Nachdem er das Springen in Oberstdorf ausgelassen hatte, konnte er sich auch in den anderen drei Springen nicht durchsetzen und beendete die Tournee als 60. der Gesamtwertung. Auch zwei Jahre später bei der Vierschanzentournee 1969/70 gelang ihm nicht der Durchbruch. Bestes Ergebnis war ein 49. Platz in Oberstdorf auf der Schattenbergschanze. In der Gesamtwertung erreichte er den 59. Platz. Bei der Nordischen Skiweltmeisterschaft 1970 in Štrbské Pleso startete er in beiden Einzeldisziplinen. Nach Rang 44 von der Normalschanze erreichte er Rang 48 auf der Großschanze.
1971 wurde Martin zum ersten Mal US-amerikanischer Meister. Wenig später verletzte er sich mit einem Nagel schwer am Auge. Er verlor dabei sein rechtes Augenlicht. Trotz dieses Handicaps startete er bei den Olympischen Winterspielen 1972 in Sapporo. Dort belegte er von der Normalschanze Rang 34 und von der Großschanze Rang 36.
1973 gewann er zum zweiten Mal den nationalen Titel. Dabei wurden die US-Meisterschaften diesmal auf der Skiflugschanze Copper Peak in Ironwood ausgetragen.
Bei der Vierschanzentournee 1973/74 gelang ihm erstmals der Sprung in die Top 20. In Oberstdorf erreichte er mit dem 13. Platz sein bestes Einzelergebnis bei einer Tournee. Nachdem er in Garmisch-Partenkirchen und Innsbruck die Plätze 24 und 20 erreicht hatte, beendete er die Tournee auf der Paul-Außerleitner-Schanze in Bischofshofen als 61. In der Gesamtwertung erreichte er punktgleich mit Jaromír Liďák den 26. Platz.
Bei der Nordischen Skiweltmeisterschaft 1974 in Falun startete Martin von der Normalschanze und erreichte nach Sprüngen auf 75 und 76 Metern punktgleich mit Josef Schwinghammer den 39. Platz.
1975 wurde Martin zum dritten und letzten Mal US-amerikanischer Meister. Ein Jahr später konnte er in Innsbruck bei den Olympischen Winterspielen 1976 auf die Ränge 27 und 32 springen.
Nachdem er kurz darauf seine aktive Skisprung-Karriere beendet hatte, übernahm er den Junioren-Trainerposten beim Minneapolis Ski Club. 2008 wurde er gemeinsam mit seinem Bruder in die American Ski Jumping Hall of Fame aufgenommen.

## Erfolge

### Vierschanzentournee-Platzierungen
| Saison  | Platz | Punkte |
| ------- | ----- | ------ |
| 1967/68 | 60.   | 627,3  |
| 1969/70 | 59.   | 694,8  |
| 1973/74 | 26.   | 815,2  |
| 1975/76 | 46.   | 701,4  |

### Schanzenrekorde
| Ort           | Land               | Weite               | aufgestellt am | Rekord bis |
| ------------- | ------------------ | ------------------- | -------------- | ---------- |
| Iron Mountain | Vereinigte Staaten | 105,0 m (HS: 130 m) | 1971           | 1978       |